# Harrträsk
Harrträsk är ett banvaktsställe och tågmötesstation i Gällivare kommun i Lappland.
Harrträsk ligger i Gällivare sockens södra skogsbygd, längs malmbanan cirka 12 km söder om Gällivare. Byn har en gammal järnvägsstation.
Platsen omges av Harrträskmyren och är numera i stort sett obebodd. Harrträsk har, genom en enskild väg, förbindelse med länsväg BD 822.